# (16253) Griffis
(16253) Griffis (2000 HJ52) – planetoida z pasa głównego asteroid okrążająca Słońce w ciągu 5,32 lat w średniej odległości 3,04 j.a. Odkryta 29 kwietnia 2000 roku.